# Amolops archotaphus
Amolops archotaphus е вид земноводно от семейство Водни жаби (Ranidae).

## Разпространение
Видът е разпространен в Лаос и Тайланд.